# Rafael Erich

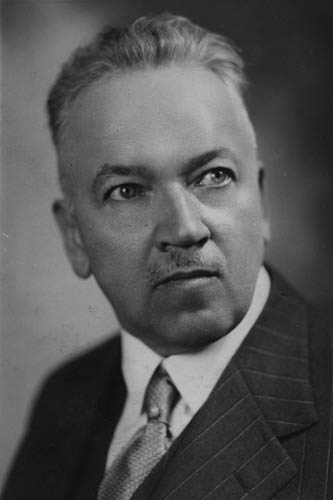
Rafael Erich

Rafael Waldemar Erich (Turku, 10 juni 1879 – Helsinki, 19 februari 1946) was een Fins politicus, diplomaat en hoogleraar.
Erich was een vooraanstaand lid van de Nationale Coalitie Partij (KOK). Hij studeerde rechten en was hoogleraar internationaal recht aan de Universiteit van Helsinki.
In februari 1918 werd hij met professor Edvard Hjelt door de Witte regering naar Duitsland gestuurd om militaire hulp te vragen om het Rode Leger te bestrijden. De gesprekken resulteerden in een verdrag waarin Duitsland militaire hulp aanbood in ruil voor een voor Duitsland gunstig handelsverdrag. De Duitse troepen arriveerden korte tijd later in Finland en samen met het Witte Leger en het Jäger bataljon werd het Rode Leger van de socialisten verslagen.
Van 15 maart 1920 tot 9 april 1921 stond Erich aan het hoofd van een vierpartijencoalitie bestaande uit de KOK, de Finse Agrarische Partij (ML), de Zweedse Volkspartij (SFP) en de Nationale Progressieve Partij (NPP).
Rafael Erich overleed in Helsinki, 19 februari 1946.